# 길 맥키니

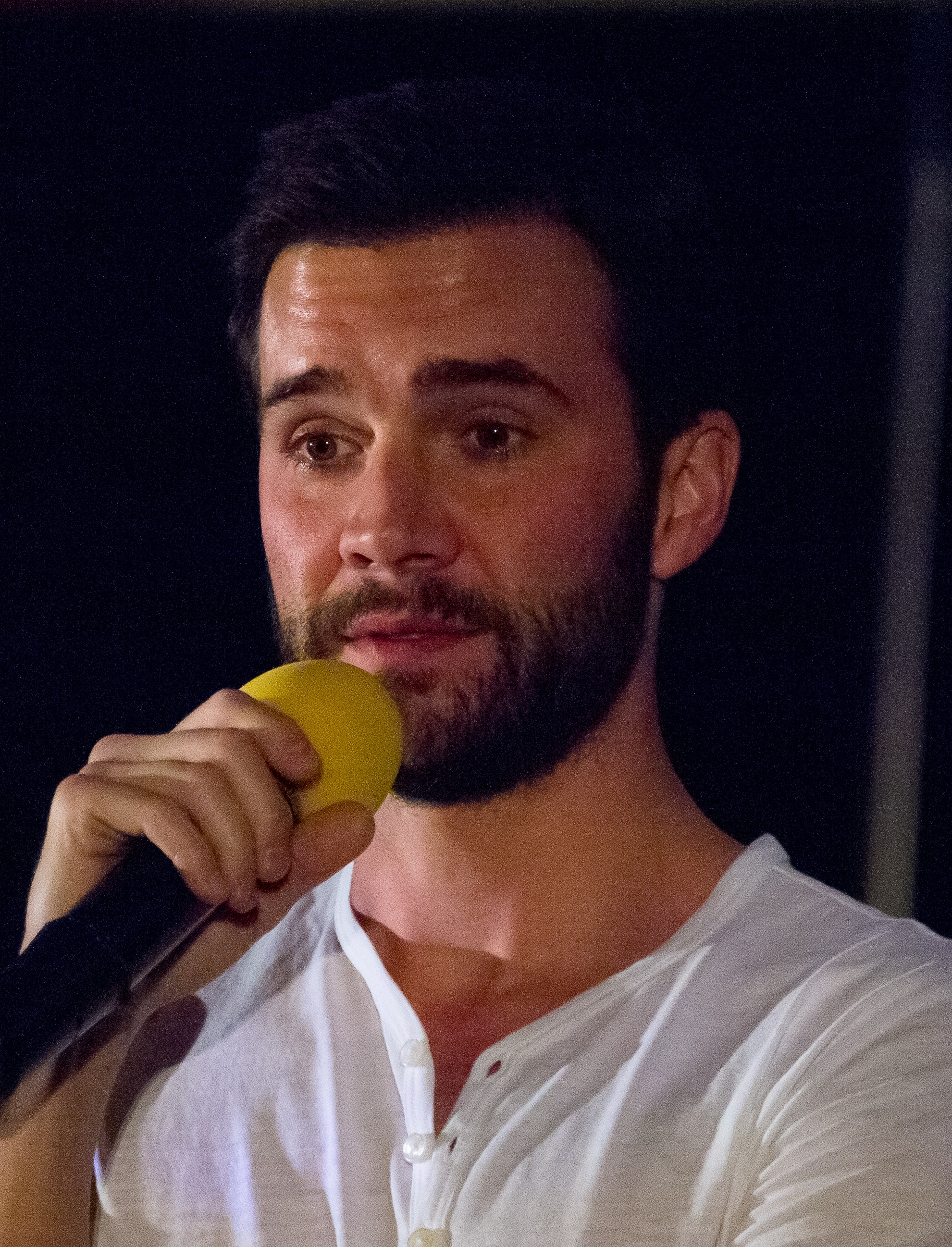
2014년 모습

길 매키니(Gil McKinney, 1979년 2월 5일 ~ )는 미국의 배우, 작가이다.
휴스턴에서 태어났다.

## 출연 작품

### 영화
- 그루지 3 (2009) - 맥스 역
- 비헤이빙 배들리 (2014)

### 텔레비전
- ER (2007-09)
- 프라이데이 나이트 라이츠 (2010-11)
- 원스 어폰 어 타임 (2013-17)